# Jugador de Mayor Progreso de la Liga Nacional de Básquet
El Jugador de Mayor Progreso de la LNB es un premio anual otorgado en la Liga Nacional de Básquet desde 1996 al jugador con mayor progesión en temporada regular. El ganador es seleccionado al final de la temporada regular a partir de una votación entre la Asociación de Clubes y uno de sus patrocinadores oficiales, el Diario Olé. Inicialmente, la Revista Solo Básquet se encargaba de realizar la selección, pero desde 1998 el Diario Olé se encarga de hacerlo.

## Ganadores

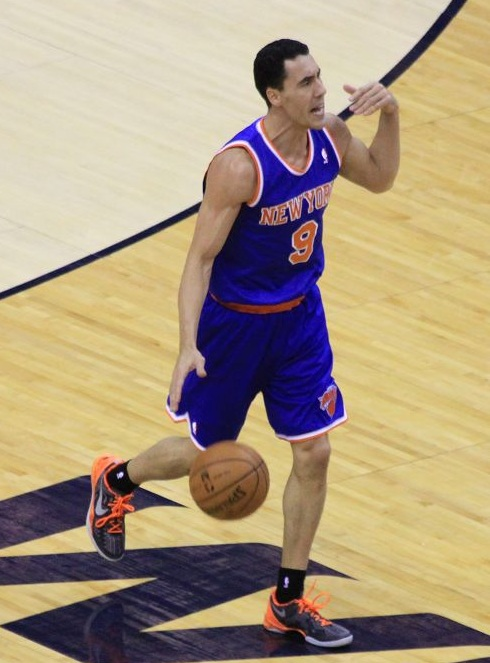
Pablo Prigioni, elegido jugador de mayor progreso en la temporada 1998–99, que más tarde jugó en la NBA.

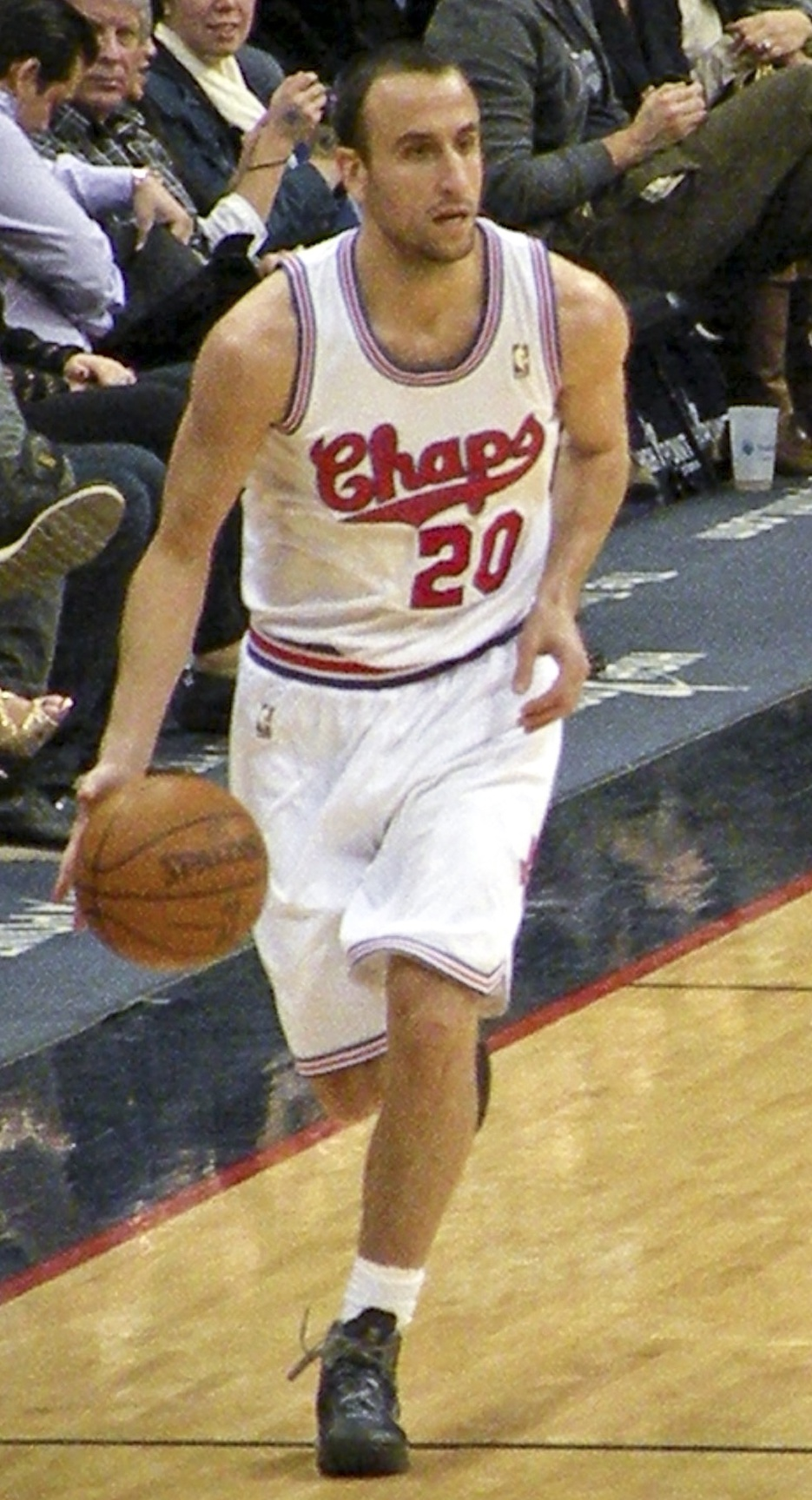
Manu Ginóbili, jugador de la NBA elegido jugador de mayor progreso de la 1997-98.

| ^          | Denota jugador en activo en la LNB                                            |
| Equipo (#) | Denota el número de veces que un jugador de este equipo ha obtenido el premio |

| Temporada | Jugador              | Equipo                                           |
| --------- | -------------------- | ------------------------------------------------ |
| 1995-96   | Marcos Nóbile        | Atenas de Córdoba (1)                            |
| 1996-97   | Mauricio Beltramella | Ferro Carril Oeste (1)                           |
| 1997-98   | Emanuel Ginóbili     | Estudiantes de Bahía Blanca (1)                  |
| 1998-99   | Pablo Prigioni       | Obras Sanitarias (1)                             |
| 1999-00   | Mariano Ceruti       | Libertad (1)                                     |
| 2000-01   | Federico Kammerichs  | Ferro Carril Oeste (2)                           |
| 2001-02   | Diego Prego          | Estudiantes de Bahía Blanca (2)                  |
| 2002-03   | Julio Mazzaro        | Estudiantes de Olavarría                         |
| 2003-04   | Fernando Funes       | Atenas de Córdoba (2)                            |
| 2004-05   | Diego García         | Ben Hur                                          |
| 2005-06   | Pedro Calderón       | Quilmes de Mar del Plata                         |
| 2006-07   | Mariano Byró         | Sionista (1)                                     |
| 2007-08   | Marcos Saglietti     | Libertad (2)                                     |
| 2008-09   | Juan Pablo Cantero   | Sionista (2)                                     |
| 2009-10   | Leonel Schattmann    | Unión de Sunchales (2)                           |
| 2010-11   | Alexis Elsener       | Obras Sanitarias (2)                             |
| 2011-12   | Facundo Campazzo     | Peñarol de Mar del Plata (1)                     |
| 2012-13   | Adrián Boccia        | Lanús                                            |
| 2013-14   | Fernando Martina     | Regatas Corrientes                               |
| 2014-15   | Gabriel Deck         | Quimsa                                           |
| 2015-16   | Lucio Redivo         | Bahía Basket                                     |
| 2016-17   | Eric Flor            | Quilmes                                          |
| 2017-18   | Jonathan Maldonado   | La Unión de Formosa                              |
| 2018-19   | Agustín Caffaro      | Libertad (3)                                     |
| 2019-20   | No elegido           | Temporada suspendida por la pandemia de COVID-19 |
| 2020-21   | Matías Solanas       | San Martín de Corrientes                         |
| 2021-22   | Bruno Sansimoni      | Peñarol de Mar del Plata (2)                     |
| 2022-23   | Enzo Filipetti       | Argentino de Junín                               |
| 2023-24   | Joaquín Valinotti    | Peñarol de Mar del Plata (3)                     |
| 2024-25   | Alex Negrete         | Instituto                                        |

## Historial

### Por club
| Equipo                      | Victorias | Años              |
| --------------------------- | --------- | ----------------- |
| Libertad                    | 3         | 2000, 2008, 2019. |
| Peñarol de Mar del Plata    | 3         | 2012, 2022, 2024. |
| Atenas                      | 2         | 1996, 2004.       |
| Ferro Carril Oeste          | 2         | 1997, 2001.       |
| Estudiantes de Bahía Blanca | 2         | 1998, 2002.       |
| Obras Sanitarias            | 2         | 1999, 2011.       |
| Sionista                    | 2         | 2007, 2009.       |